# Петар Иванов
непознато
Петар Иванов (итал. Pietro Ivanov; Задар, Аустроугарска 1894 — 1961) је бивши италијански веслач хрватског порекла, учесник Олимпијских игара 1924. одржаних у Паризу и освајач бронзане медаље у дисциплини трке осмераца.
Петар Иванов се родио 1894. године у Задру који је у то време био у саставу Аустроугарске. После Првог светског рата, Задар прелази у руке Италије, тако да Петар Иванов постаје грађанин Италије и добија италијнизирано име (итал. Pietro Ivanov).
На Олимпијским играма 1924.у Паризу, учествовао је као представник Италије и освојио је бронзану медаљу. Поред њега посаду осмерца сачињавала су петорица Хрвата: три рођена брата Анте, Фране и Шимун Каталинић, Виктор Љубић и Бруно Сорић као и три Италијана: Карло Тоњати, Латино Галаци и Ђузепе Кривели.